# پایونیر نچرال ریسورسز
پایونیر نچرال ریسورسز (انگلیسی: Pioneer Natural Resources) شرکت نفت و گاز آمریکایی است، که در سال ۱۹۹۷ تأسیس شد. 